# Corina Smith
María Corina Smith Pocaterra (n. 8 septembrie 1991, Caracas, Venezuela), cunoscută și sub numele de Corina Smith, este o cântăreață, actriță și model venezueleană.

## Viața personală
Corina Smith s-a născut în orașul Caracas, Venezuela, pe 8 septembrie 1991. Este fiica lui Roberto Smith Perera, liderul partidului de opoziție venezuelean Voința Populară, și a Marinei Pocaterra. Corina Smith a studiat economia și finanțele la Universitatea Bentley din Statele Unite până în 2014, când s-a întors în Venezuela .
Ea are două surori, María Sofía Smith și María Elisa Smith.

## Carieră
Corina Smith a debutat la televiziune în 2009, participând la serialul de televiziune „Tu și Eu: O Nouă Zi”, în care a jucat rolul Mariei Corina, o majoretă a Academiei Granadillo. Serialul este un spin-off al serialului „Suntem Tu și Eu” . Premiera serialului a avut loc pe 17 august 2009 pe canalul latino-american Boomerang .
În 2010, Corina Smith s-a alăturat distribuției principale a serialului NPS: Nu Se Poate. Serialul este al doilea spin-off al serialului Suntem Tu și Eu și marchează încheierea seriei, având premiera pe 25 iulie 2010 în Venezuela pe Venevisión și pe 8 noiembrie 2010 pe canalul latino-american Boomerang .

### Carieră de cântăreață
În 2015, a debutat ca cântăreață cu un single promoțional, „La Difícil”, din care a înregistrat un videoclip în La Guaira, Venezuela, cu participarea lui Sheryl Rubio, Rosmeri Marval, Rosangelica Piscitelli, Natalia Moretti și Vanessa Suárez.
În mai 2016, a lansat al doilea single, „Vitamina D”. Single-ul face parte din primul album al cântăreței. În septembrie 2016, a lansat al treilea single, „Escape”, împreună cu cântărețul venezuelean Gustavo Elis.   Videoclipul a fost produs de Nael și Justin, care au lucrat și în alte ocazii cu artiști precum Jonathan Moly și Illegales. În decembrie 2016, a lansat al patrulea single, „Ahora o Nunca”.
În iunie 2017, a fost invitată să decerne un premiu la Heat Latin Music Awards, organizat de canalul muzical HTV.  În august 2017, a călătorit în Ecuador ca parte a promovării discului și cântat în deschiderea cântărețului Daddy Yankee în Guayaquil.  În septembrie 2017, Corina a prezentat noul ei single, „Completa”. Videoclipul a fost produs de Nael și Justin. Single-ul a reușit rapid să se poziționeze în topul Record Report și, datorită succesului obținut, a devenit imaginea unor branduri importante din Venezuela. 
În februarie 2018, Smith prezintă noul ei single, „Montaña Rusa”. Videoclipul a fost produs de Nael și Justin.  În iulie 2018, a lansat single-ul „Más”. Videoclipul a fost produs din nou de Nael și Justin. În septembrie 2018, a lansat single-ul „Cantante” cu colaborarea cântăreților venezueleni Neutro Shorty și Big Soto. Piesa a fost produsă de companiile muzicale Rimas Music și Trap Money. În decembrie 2018, a lansat single-ul „Este año”. Piesa a fost produsă de compania muzicală DLS Music.
În ianuarie 2019, a lansat single-ul „Mientras Tanto”. Videoclipul a fost regizat de Jose Bueno. În februarie 2019, a lansat single-ul „Fondo de Pantalla”. Melodia a fost produsă de compania muzicală DLS Music. În aprilie 2019, a lansat single-ul ei „Se te nota”.
În 2020 au fost lansate o mulțime de single-uri și colaborări, printre care se numără „A Veces”, „Dejame Llevarte” cu Nibal, „Te Voy a Extrañar” cu Lyanno, „Por Fin” și „Un Día Mas”.
În 2021 au fost lansate single-ul „Obviamente” și celelalte trei single-uri care vor fi incluse în primul ei EP de debut; „A Veces”, „GPS” și „Roto”.
În martie 2022, a fost lansat primul ei EP, intitulat Antisocial.
În noiembrie 2022, a fost lansat al doilea EP al ei, intitulat X Miami.
În 2023, a lansat primul ei album de studio, Triste Pero Siempre Mami, care a ajuns în topurile albumelor din Venezuela și a avut un impact pozitiv și în topurile din America Latină.

## Filmografie
| An   | Titlu                      | Rol           | Note                 |
| ---- | -------------------------- | ------------- | -------------------- |
| 2009 | Suntem tu și eu: O nouă zi | María Corina  | Participare specială |
| 2010 | NPS: Nu se poate           | Tina Martínez | Co-protagonist       |

## Discografie

### Albume de studio
| Titlu                                                                                         | Detalii album                                                                       | Poziții de vârf în grafic |
| Titlu                                                                                         | Detalii album                                                                       | VEN                       |
| --------------------------------------------------------------------------------------------- | ----------------------------------------------------------------------------------- | ------------------------- |
| Triste Pero Siempre Mami                                                                      | - Lansat: 25 mai 2023 - Etichetă: Rimas Entertainment - Format: Descărcare digitală | 1                         |
| „—” indică lansări care nu au intrat în topuri sau nu au fost lansate în regiunea respectivă. |                                                                                     |                           |

### Albume de remixuri
| Titlu                                                                                         | Detalii album                                                                             | Poziții de vârf în grafic |
| Titlu                                                                                         | Detalii album                                                                             | VEN                       |
| --------------------------------------------------------------------------------------------- | ----------------------------------------------------------------------------------------- | ------------------------- |
| Triste Pero Siempre Mami (Acústico)                                                           | - Lansat: 15 decembrie 2023 - Etichetă: Rimas Entertainment - Format: Descărcare digitală | x                         |
| „—” indică lansări care nu au intrat în topuri sau nu au fost lansate în regiunea respectivă. |                                                                                           |                           |